# 1917 en rugby à XV
Les faits marquants de l'année 1917 en rugby à XV

## Principales compétitions
En raison de la Première Guerre mondiale aucune compétition n'est disputée.

## Principaux décès
- 4 octobre : Dave Gallaher, international néo-zélandais (6 sélections), décède à Passchendaele, au combat.